# 송골매의 모두 다 사랑하리
"송골매의 모두 다 사랑하리"(Songkol-mae Loves Everyone)는 한국에서 제작된 김응천 감독의 1983년 드라마, 멜로/로맨스 영화이다. 송골매 등이 주연으로 출연하였고 김치한 등이 제작에 참여하였다.

## 출연

### 주연
- 송골매
- 구창모
- 배철수
- 이봉환
- 김정선
- 강문영
- 김상복
- 오승동
- 송창호
- 김형용과 톱니바퀴

### 조연
- 김지영
- 김신명
- 최무웅
- 박종설
- 양형호
- 안진수

## 기타
- 제작부장: 유재현
- 제작부: 유재현
- 촬영부: 유용옥
- 촬영부: 문호진
- 촬영부: 정순상
- 조명: 강상용
- 조명부: 정시근
- 조명부: 장현우
- 조명부: 김창호
- 스틸: 정기성
- 조연출: 차성민
- 조연출: 권만회
- 스크립터: 전영택
- 녹음: 김승수
- 녹음: 김병수
- 주제곡: 김형용과 톱니바퀴
- 음악부문: 김석희
- 음악부문: 이응수
- 음악부문: 장현준
- 음악부문: 지덕엽
- 음악부문: 김수철
- 주제곡: 송골매
- 소품: 윤명옥
- 효과: 김경일